# Assenede
Assenede är en kommun i Belgien.   Den ligger i provinsen Östflandern och regionen Flandern, i den nordvästra delen av landet, 60 kilometer nordväst om huvudstaden Bryssel. Antalet invånare är 13 898.
Omgivningarna runt Assenede är en mosaik av jordbruksmark och naturlig växtlighet. Runt Assenede är det mycket tätbefolkat, med 1 056 invånare per kvadratkilometer.